# Conus californicus
Conus californicus là một loài ốc biển, là động vật thân mềm chân bụng sống ở biển trong họ Conidae.

## Phân bố
Loài ốc này sinh sống trong các vùng nước lạnh ở miền đông Thái Bình Dương, bao gồm hầu hết bờ biển của California phía bắc đến San Francisco.

## Hình ảnh

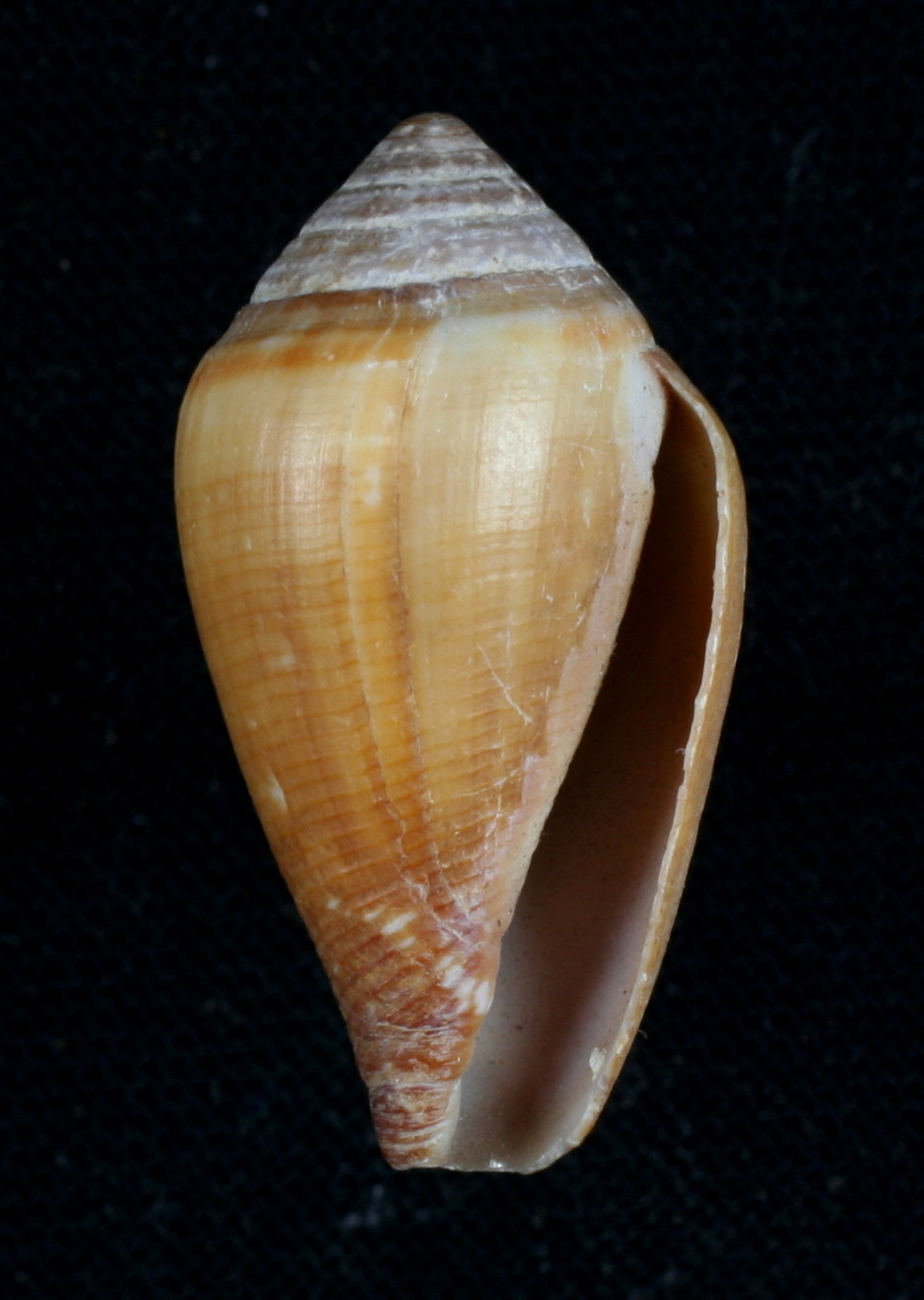
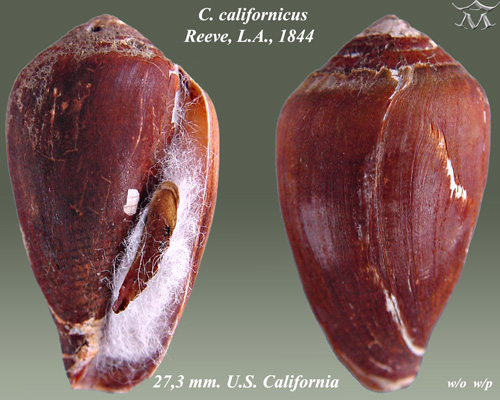
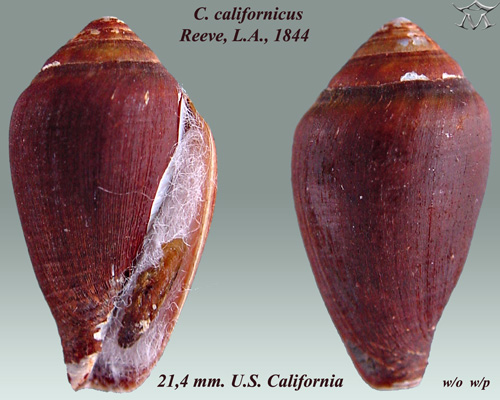
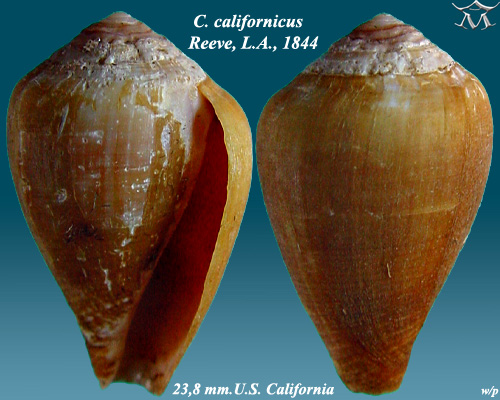